# John Heysham Gibbon
John Heysham Gibbon jr. (ur. 29 września 1903 w Filadelfii, zm. 5 lutego 1973) – amerykański chirurg, pionier kardiochirurgi, wynalazca sztucznego płucoserca.

## Życiorys
Jego rodzicami był chirurg John Heysham Gibbon sen. i jego żona Marjorie Young Gibbon. W 1923 uzyskał licencjat w zakresie sztuk pięknych na Uniwersytecie Princeton. Następnie po ukończeniu Jefferson Medical College of Philadelphia w 1927 i uzyskaniu stopnia doktora medycyny pracował przez dwa lata w Pennsylvania Hospital (należącego do Uniwersytetu Pensylwania), gdzie zainteresował się badaniami medycznymi. Od lutego 1930 pracował w Massachusetts General Hospital w Bostonie. Tutaj poznał swoją przyszłą żonę Mary (Maly) Hopkinson (1906–1986). Od 1946 był profesorem chirurgii, a do 1967 szefem chirurgii w Jefferson Medical College.
Monitorując pacjenta z zatorami płucnymi w październiku 1930, wpadł na pomysł obejścia krążenia płucnego. W 1935 zbudował prototypową maszynę płuco-serce, z pomocą której kot przeżył około pół godziny; okres ten stopniowo zwiększał się do ponad tygodnia. W 1937 Gibbon opublikował swoje eksperymentalne doświadczenia z użyciem sztucznego płucoserca. Gdy kontynuował badania po II wojnie światowej, podczas której służył w Azji Południowo-Wschodniej, student medycyny skontaktował się z prezesem IBM i inżynierem Thomasem J. Watsonem w 1946, który w ciągu następnych siedmiu lat, wraz z pięcioma innymi inżynierami, pomógł Gibbonowi zbudować sztuczne płucoserce. Podczas pierwszej operacji z jej użyciem  11-miesięczny pacjent zmarł, ale już 6 maja 1953 wykazał użyteczność swojej maszyny podczas udanej operacji zamknięcia ubytku w przegrodzie międzyprzedsionkowej u 18-letniej pacjentki. Nie mógł jednak powtórzyć tego sukcesu i początkowo nie chciał opublikować go jako pojedynczego przypadku. Sztuczne płucoserce po ulepszeniach i zastosowaniu odpowiednich procedur, w szczególności przez Johna Webstera Kirklina w Mayo Clinic w połowie lat 50. XX wieku, jest obecnie rutynowo używane w salach operacyjnych, przede wszystkim podczas operacji na otwartym sercu.
Był wielokrotnym doktorem honoris causa, między innymi: Uniwersytetu w Princeton, Uniwersytetu Stanu Nowy Jork w Buffalo i Uniwersytetu Pensylwanii. 
John Heysham Gibbon otrzymał 3 prestiżowe nagrody:
- w 1960 nagrodę Gairdner Foundation International Award
- w 1968 roku otrzymał Nagrodę Alberta Laskera za kliniczne badania medyczne[2]
- w 1973 nagrodę Dickson Prize